# Fargesia
Fargesia ist eine Pflanzengattung aus der Subtribus Arundinariinae der Tribus Arundinarieae in der Unterfamilie Bambusoideae innerhalb der Familie der Süßgräser (Poaceae).

## Beschreibung

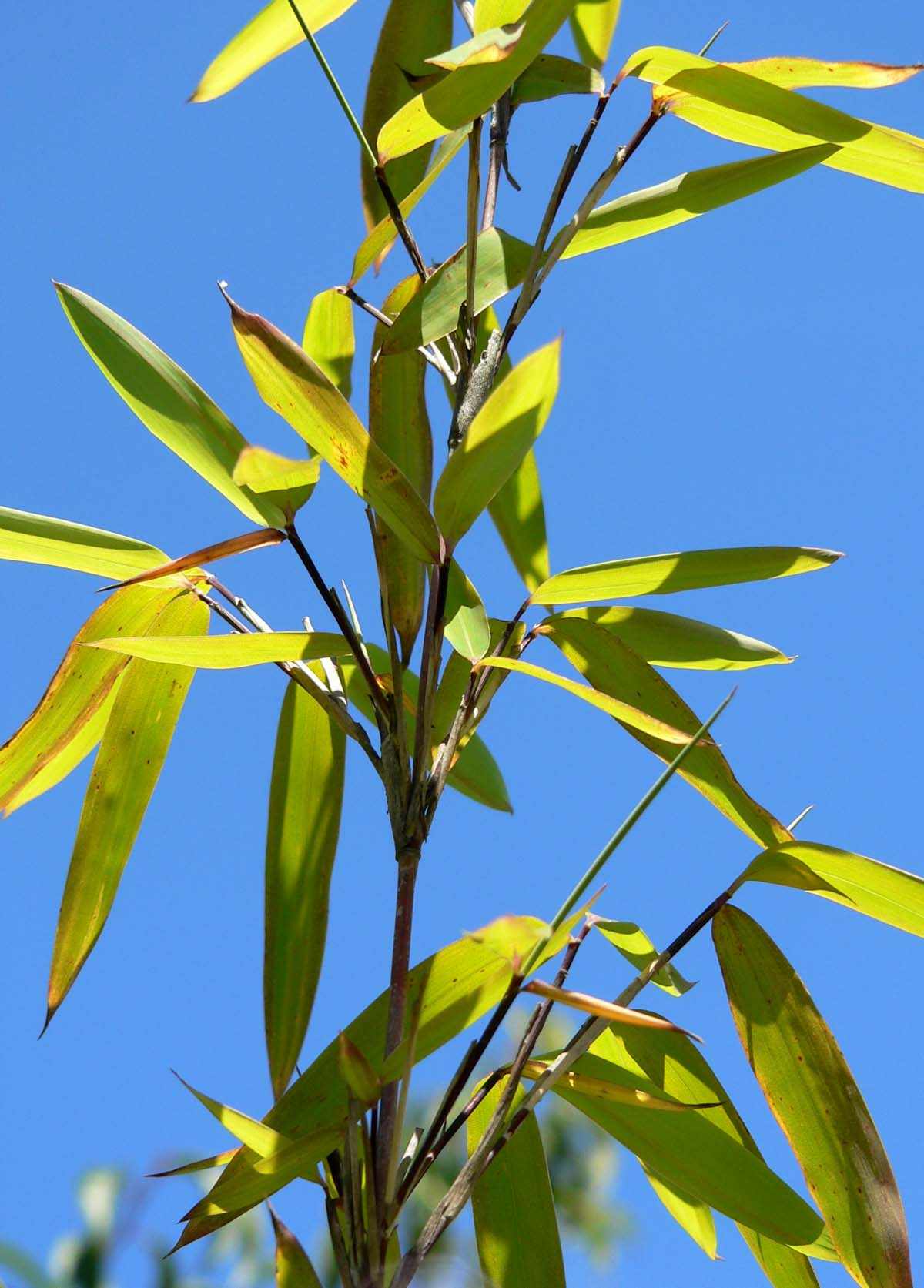
Halm und Laubblätter von Fargesia nitida

### Vegetative Merkmale
Bei der Gattung Fargesia handelt es sich um Bambusarten mit Wuchshöhen von 1,5 bis 6 Metern und Halmstärken von bis zu 3 Zentimetern. Man erkennt sie besonders an der Zahl ihrer Zweige, drei oder mehr, den zahlreichen kleinen Blättern und ihren schmalen und bleibenden Halmscheiden. Sie haben pachymorphe Rhizome und bilden daher Horste und keine Ausläufer.

### Generative Merkmale
Fargesia-Arten gehören zu den monokarpen Pflanzen, die wie viele andere Bambusarten nach der Samenbildung absterben und sich nur durch Samen vermehren. Teilweise ist es möglich, durch Rückschnitt bis zum Boden ein erneutes Wachstum anzuregen. Der Blührhythmus beträgt 80 bis 120 Jahre.

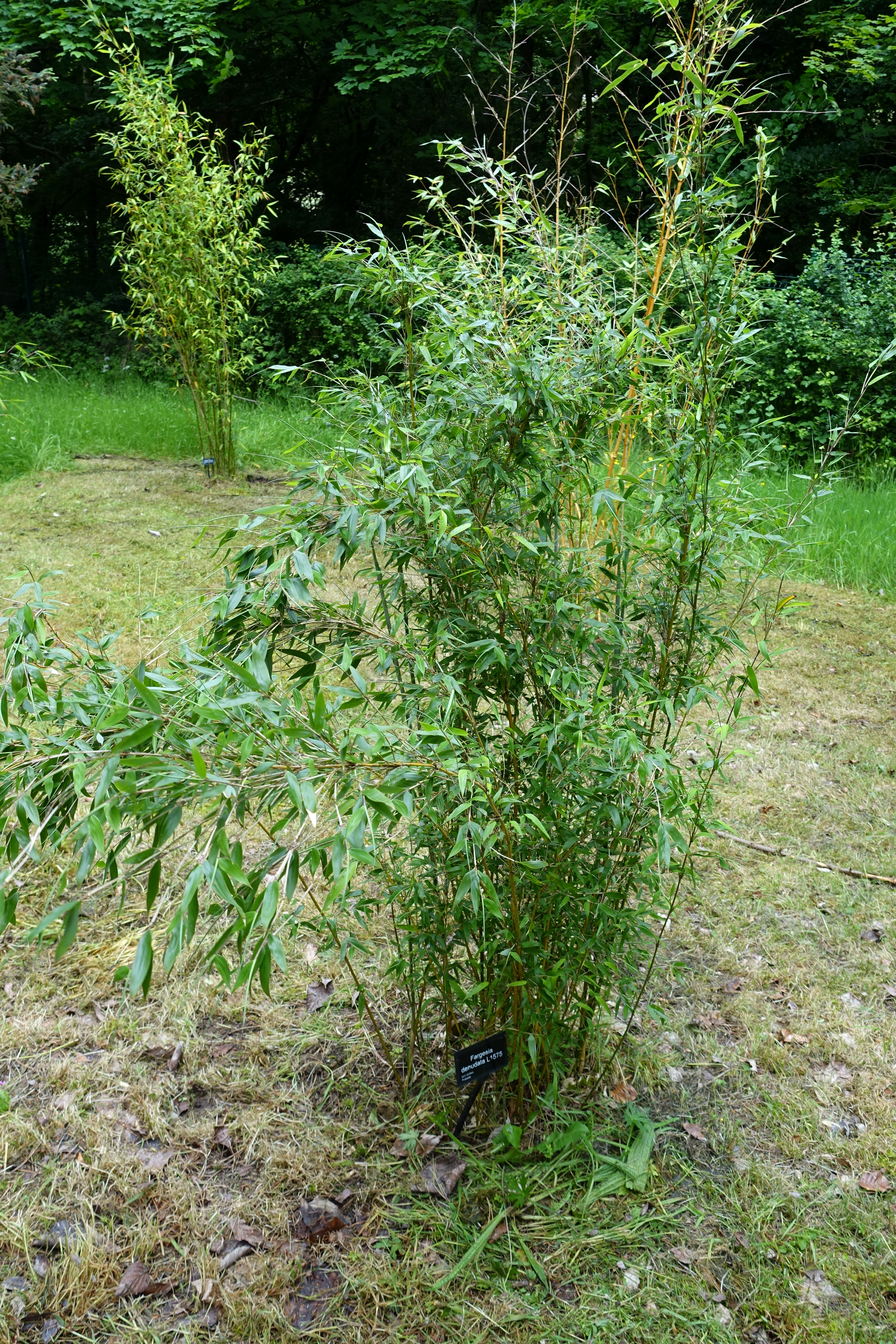
Fargesia denudata

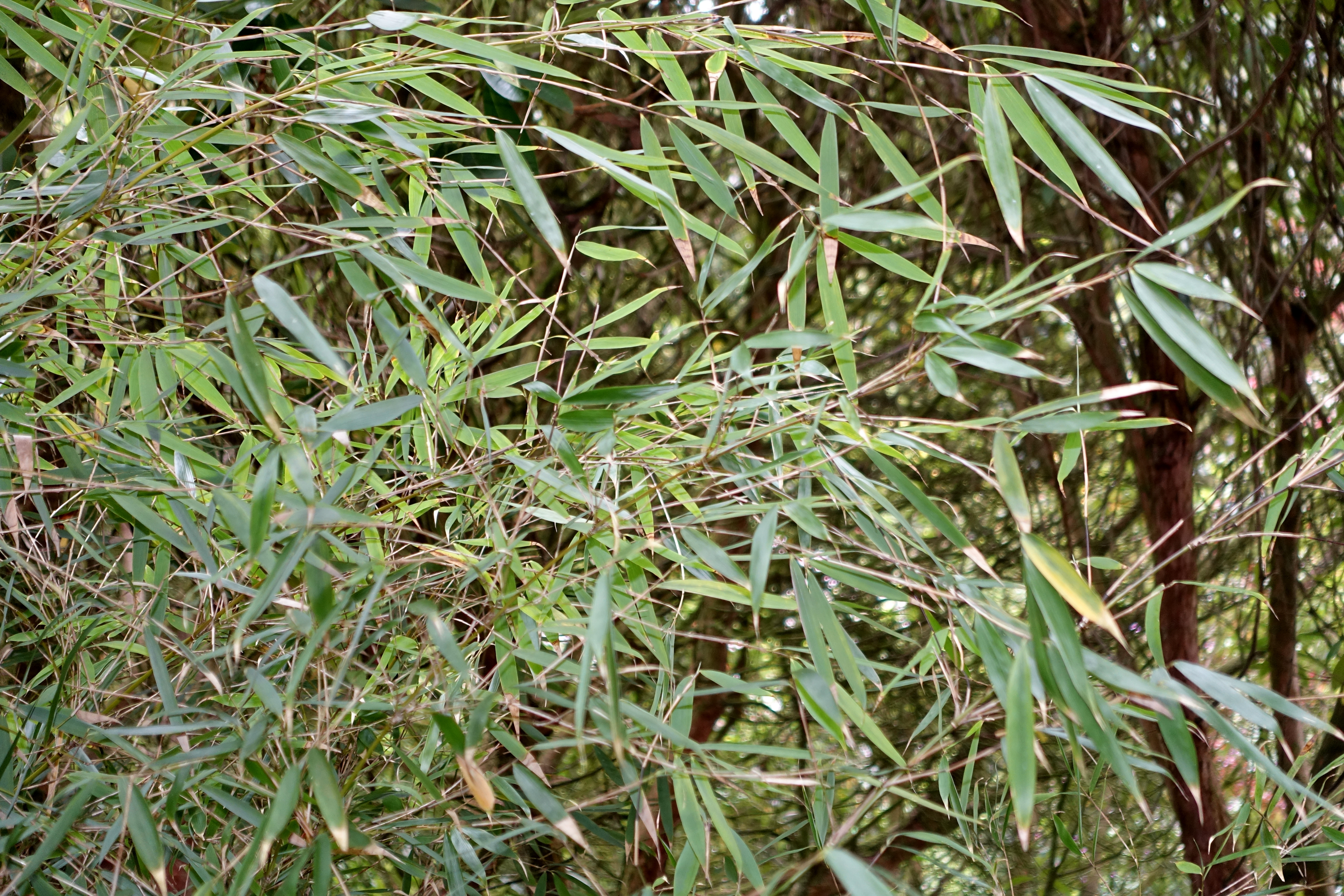
Fargesia dracocephala

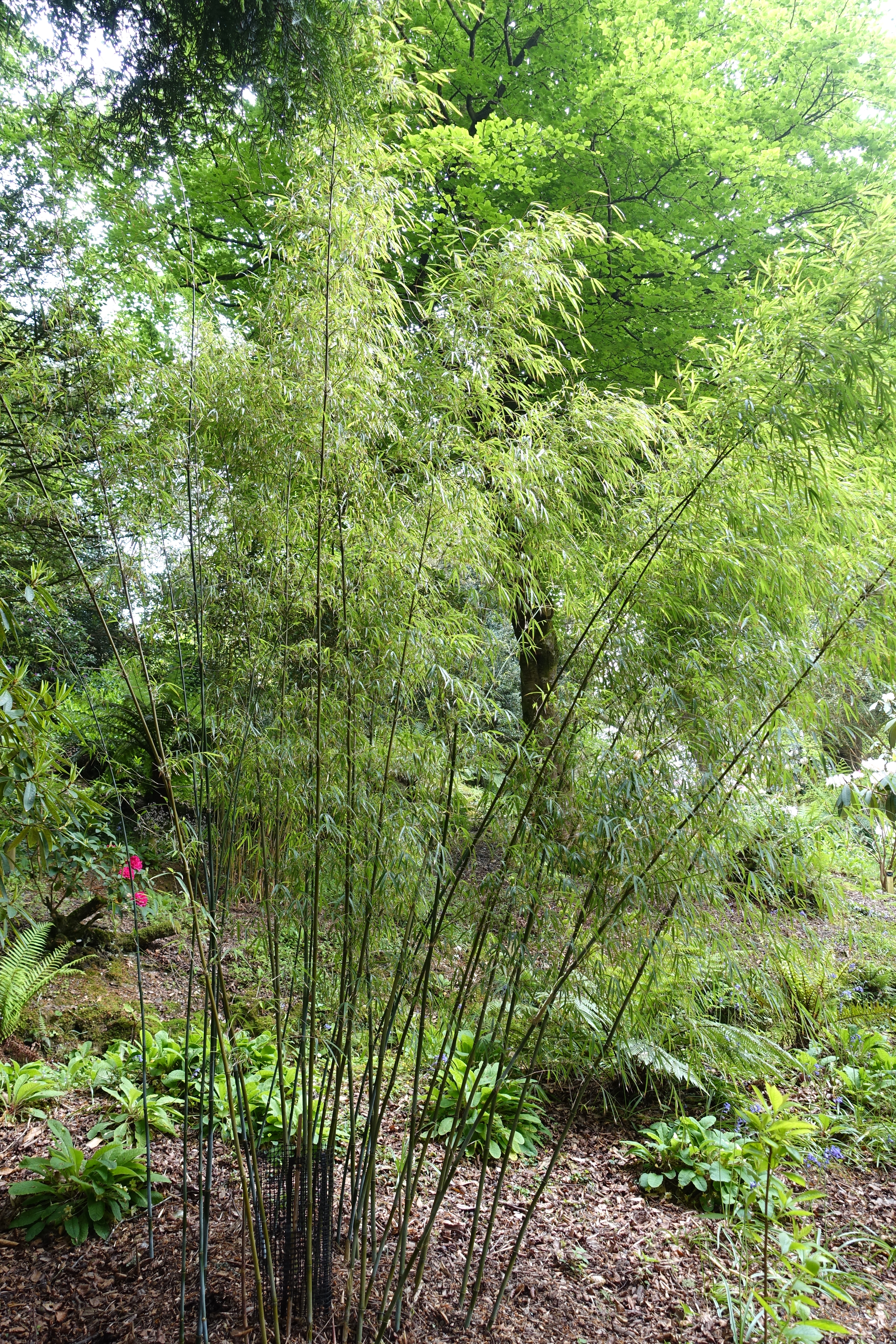
Fargesia frigidis

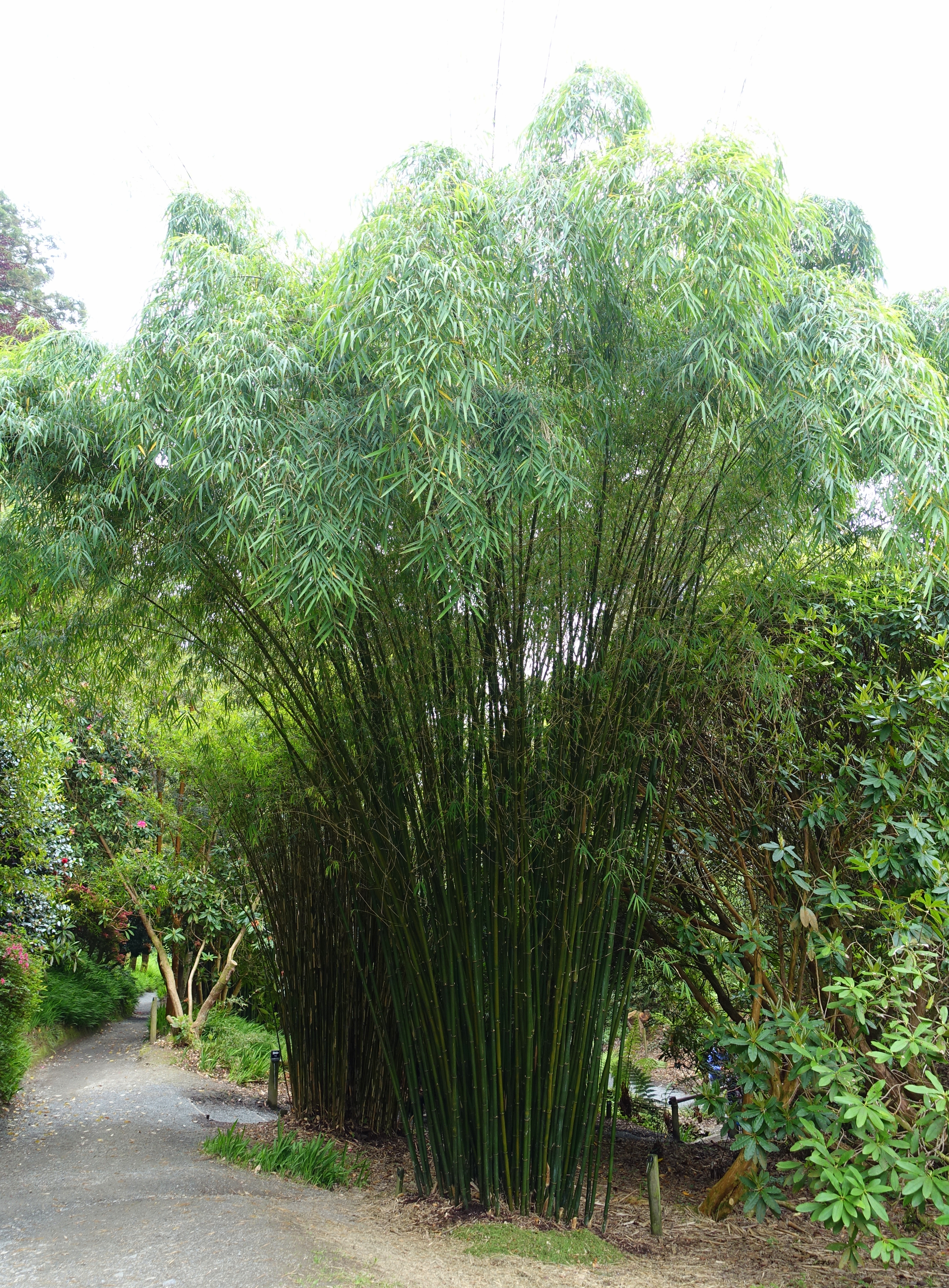
Fargesia lushuiensis

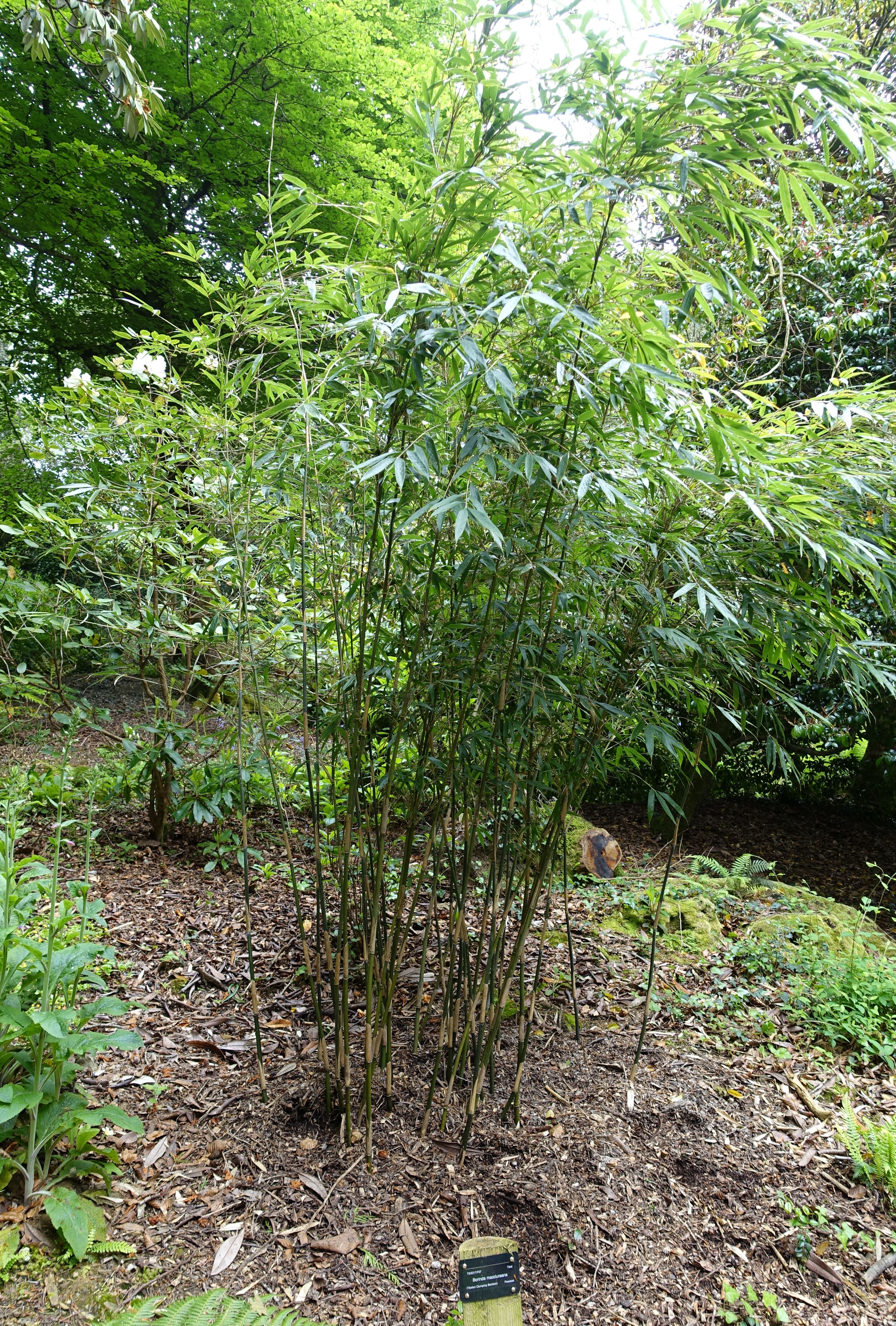
Fargesia macclureana

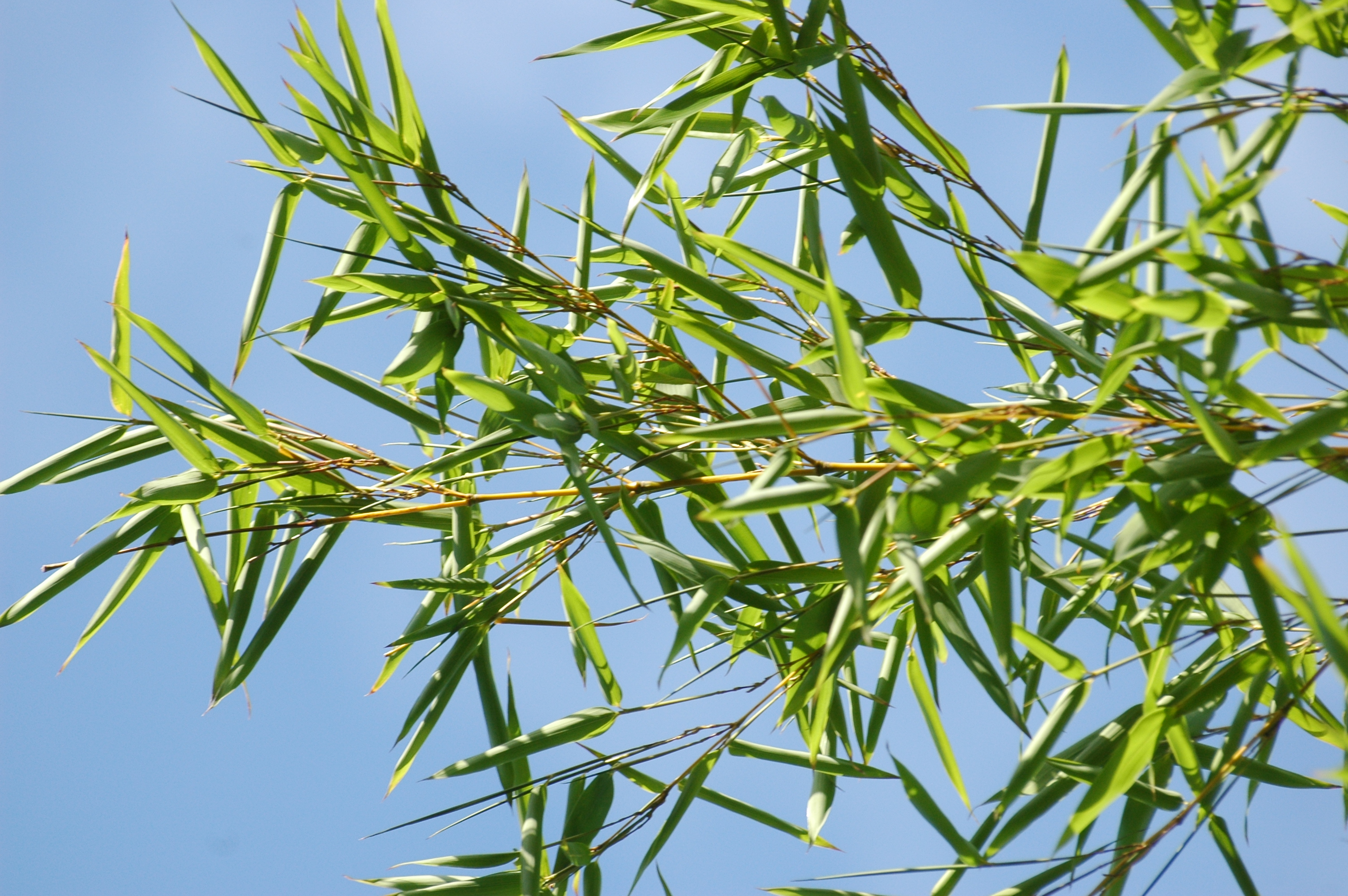
Fargesia murielae

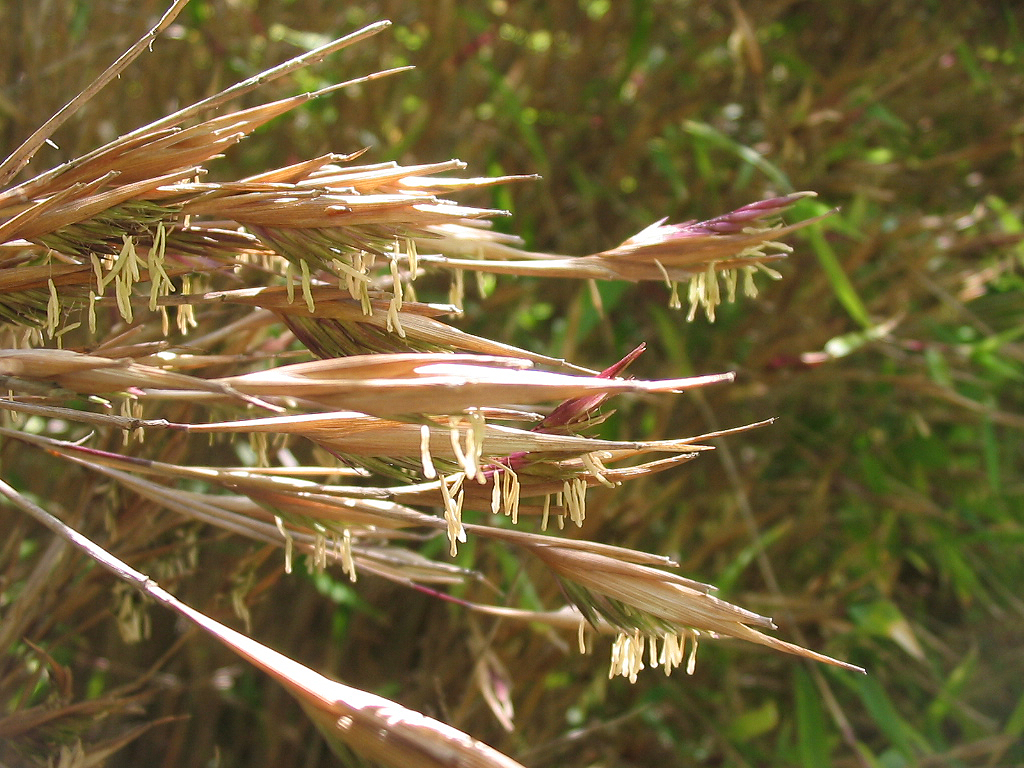
Blütenstände von Fargesia nitida

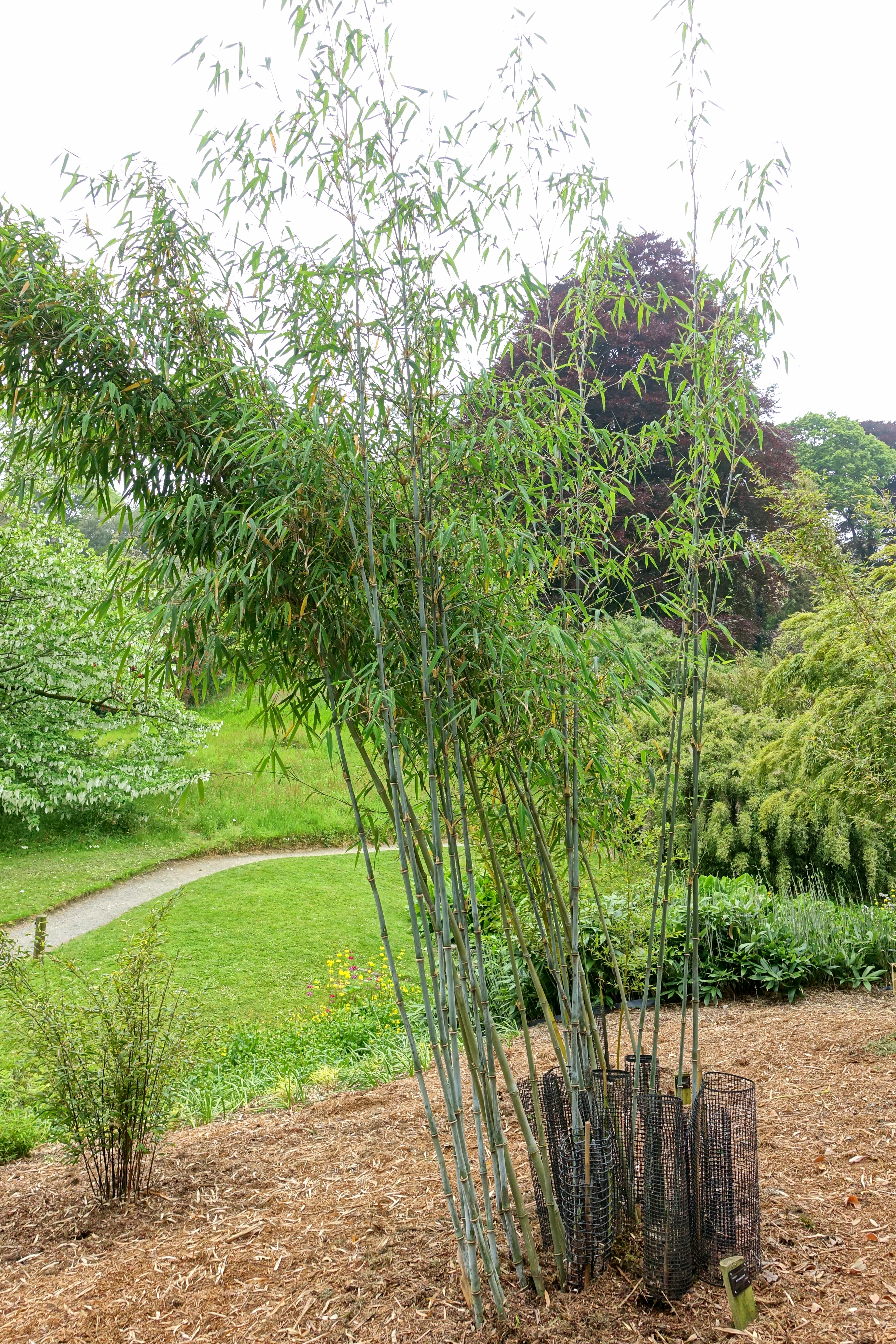
Fargesia papyrifera

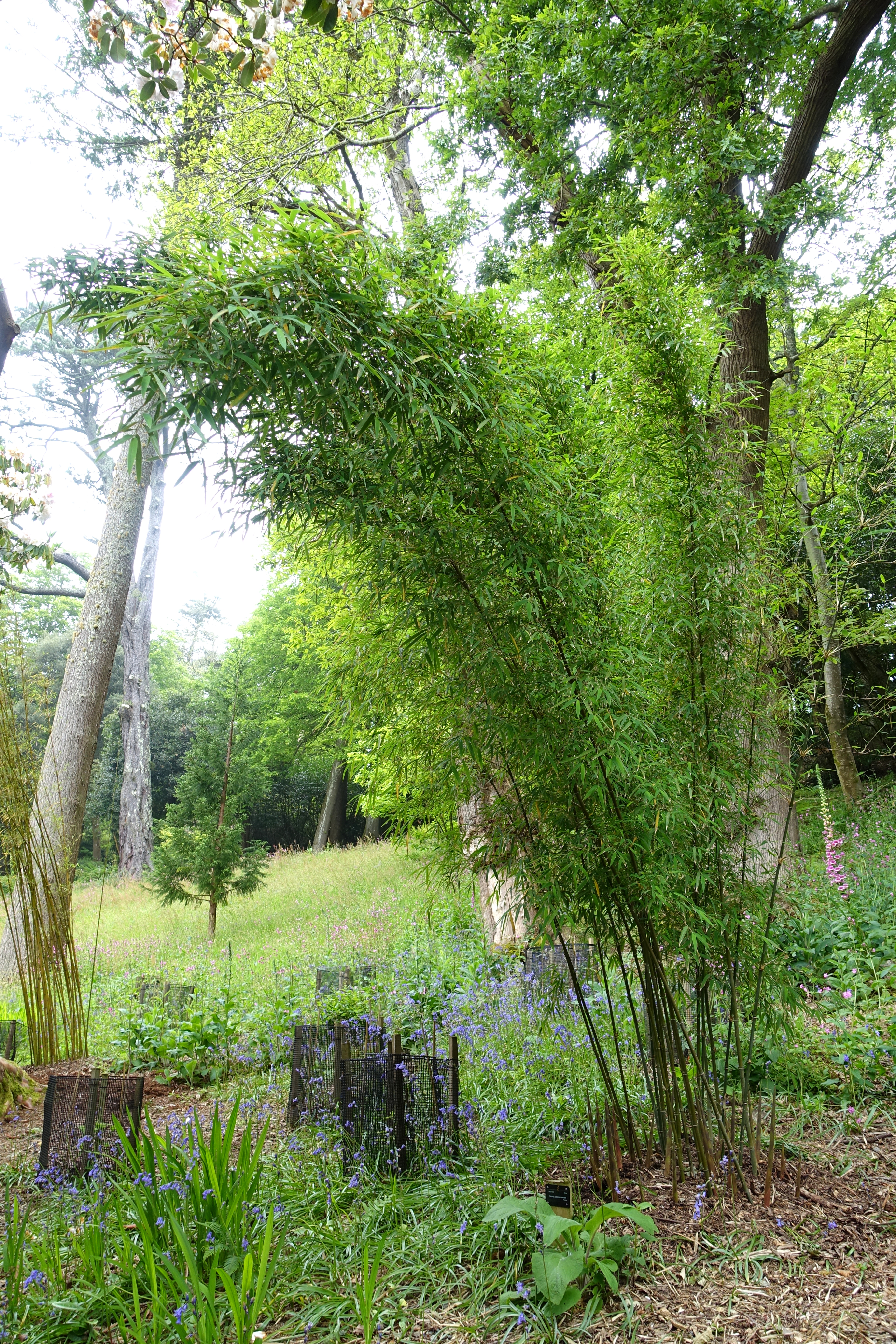
Fargesia yulongshanensis

## Systematik und Verbreitung
Die Gattung Fargesia wurde 1893 durch Adrien René Franchet in Bulletin Mensuel de la Société Linnéenne de Paris, Band 2, S. 1067 aufgestellt. Der Gattungsname Fargesia ehrt den französischen Missionar und Botaniker Paul Guillaume Farges (1844–1912), der im westlichen China gewirkt hat.
Die Gattung Fargesia Franch. gehört zur Subtribus Arundinariinae der Tribus Arundinarieae in der Unterfamilie Bambusoideae innerhalb der Familie der Poaceae.
Die Gattung Fargesia enthält 83 bis 90 Arten. Mindestens 78 Arten sind in China beheimatet, vor allem im Westen Chinas in den Regionen Sichuan, Yunnan, Gansu und Hubei. Davon sind 77 Arten Endemiten. Weitere Arten kommen in Vietnam vor. Sie gedeihen in Höhenlagen von 1000 bis 4000 Metern mit gemäßigtem Klima.
Arten (Auswahl) und ihre Verbreitung:
- Fargesia acuticontracta T.P.Yi: Sie gedeiht in Höhenlagen von 2000 bis 3200 Metern nur im nordwestlichen Yunnan.[1]
- Fargesia adpressa T.P.Yi: Sie gedeiht in Höhenlagen von etwa 2000 Metern in Sichuan.[1]
- Fargesia alatovaginata T.P.Yi & J.Y.Shi: Sie wurde 2005 aus Yunnan erstbeschrieben.[3]
- Fargesia albocerea Hsueh f. & T.P.Yi: Sie gedeiht in Höhenlagen von etwa 2900 Metern nur im westlichen Yunnan.[1]
- Fargesia altior T.P.Yi: Sie gedeiht in Höhenlagen von 2300 bis 2500 Metern nur im westlichen Yunnan.[1]
- Fargesia angustissima T.P.Yi: Sie gedeiht in Höhenlagen von 800 bis 1600 Metern nur im westlichen Sichuan.[1]
- Fargesia apicirubens Stapleton: Sie wurde 2006 aus Shaanxi erstbeschrieben.[3]
- Fargesia brevipes (McClure) T.P.Yi: Yunnan.[1]
- Fargesia brevissima T.P.Yi: Sie gedeiht in Höhenlagen von 2000 bis 2400 Metern nur im östlichen Sichuan.[1]
- Fargesia caduca T.P.Yi: Sie gedeiht in Höhenlagen von 1800 bis 1900 Metern nur im südlichen Yunnan.[1]
- Fargesia canaliculata T.P.Yi: Sie kommt nur im westlichen Sichuan vor.[1]
- Fargesia circinata Hsueh f. & T.P.Yi: Sie kommt in Yunnan vor.[1]
- Fargesia communis T.P.Yi: Yunnan.[1]
- Fargesia concinna T.P.Yi: Yunnan.[1]
- Fargesia conferta T.P.Yi: Sichuan und Guizhou.[1]
- Fargesia contracta T.P.Yi: Yunnan.[1]
- Fargesia cuspidata (Keng) Z.P.Wang & G.H.Ye: Guangxi.[1]
- Fargesia daminiu T.P.Yi & J.Y.Shi: Tibet.[1]
- Fargesia declivis T.P.Yi: Yunnan.[1]
- Fargesia decurvata J.L.Lu: Zentrales und südliches China.[3]
- Fargesia denudata T.P.Yi: Sichuan und Gansu.[1]
- Fargesia dracocephala T.P.Yi: Zentrales China.[3]
- Fargesia dulcicula T.P.Yi: Sichuan.[1]
- Fargesia dura T.P.Yi: Yunnan.[1]
- Fargesia edulis Hsueh f. & T.P.Yi: Westliches Yunnan.[1]
- Fargesia elegans T.P.Yi: Sichuan.[1]
- Fargesia exposita T.P.Yi: Sichuan.[1]
- Fargesia extensa T.P.Yi: Tibet.[1]
- Fargesia fansipanensis T.Q.Nguyen: Vietnam.[3]
- Fargesia farcta T.P.Yi: Tibet.[1]
- Fargesia ferax (Keng) T.P.Yi: Westliches Sichuan.[1]
- Fargesia frigidis T.P.Yi: Westliches Yunnan.[1]
- Fargesia fungosa T.P.Yi (Syn.: Fargesia huizensis M.S.Sun, Yu M.Yang & H.Q.Yang): Westliches Guizhou, südwestliches Sichuan, nordöstliches Yunnan.[1]
- Fargesia funiushanensis T.P.Yi: Henan.[1]
- Fargesia glabrifolia T.P.Yi: Tibet.[1]
- Fargesia gongshanensis T.P.Yi: Yunnan.[1]
- Fargesia grossa T.P.Yi: Tibet bis östlicher Himalaja.[3]
- Fargesia hackelii Ohrnb.: Yunnan.[1]
- Fargesia hainanensis T.P.Yi: Hainan.[1]
- Fargesia hsuehiana T.P.Yi: Südliches Yunnan.[1]
- Fargesia hygrophila Hsueh f. & T.P.Yi: Yunnan.[1]
- Fargesia jiulongensis T.P.Yi: Sichuan.[1]
- Fargesia lincangensis T.P.Yi: Yunnan.[1]
- Fargesia longiuscula (Hsueh f. & Y.Y.Dai) Ohrnb.: Nordöstliches Yunnan.[1]
- Fargesia lushuiensis Hsueh f. & T.P.Yi: Nordwestliches Yunnan.[1]
- Fargesia macclureana (Bor) Stapleton: Südöstliches Tibet.[1]
- Fargesia mairei (Hack. ex Hand.-Mazz.) T.P.Yi: Yunnan.[1]
- Fargesia mali T.P.Yi: Sichuan.[1]
- Fargesia melanostachys (Hand.-Mazz.) T.P.Yi: Nordwestliches Yunnan.[1]
- Fargesia microauriculata M.S.Sun, D.Z.Li & H.Q.Yang: Sie wurde 2016 aus Yunnan erstbeschrieben.[3]
- Fargesia murielae (Gamble) T.P.Yi (Syn.: Arundinaria murielae Gamble, Fargesia ostrina T.P.Yi): Sichuan und westliches Hubei.[1]
- Fargesia nitida (Mitford) Keng f. ex T.P.Yi (Syn.: Fargesia emaculata T.P.Yi): Qinghai bis nördliches und zentrales China.[1]
- Fargesia nivalis T.P.Yi & J.Y.Shi: Sie wurde 2006 aus Yunnan erstbeschrieben.[3]
- Fargesia nujiangensis Hsueh f. & C.M.Hui: Yunnan.[1]
- Fargesia obliqua T.P.Yi: Nördliches Sichuan.[1]
- Fargesia orbiculata T.P.Yi: Yunnan.[1]
- Fargesia papyrifera T.P.Yi: Westliches Yunnan.[1]
- Fargesia pauciflora (Keng) T.P.Yi (Syn.: Fargesia brevistipedis T.P.Yi): Sichuan und nordwestliches Yunnan.[1]
- Fargesia perlonga Hsueh f. & T.P.Yi: Zentrales Yunnan.[1]
- Fargesia pleniculmis (Hand.-Mazz.) T.P.Yi: Yunnan.[1]
- Fargesia plurisetosa T.H.Wen: Yunnan.[1]
- Fargesia porphyrea T.P.Yi: Yunnan.[1]
- Fargesia praecipua T.P.Yi: Yunnan.[1]
- Fargesia qinlingensis T.P.Yi & J.X.Shao: Shaanxi.[1]
- Fargesia robusta T.P.Yi: Sichuan.[1]
- Fargesia rufa T.P.Yi: Südliches Gansu, nördliches Sichuan.[1]
- Fargesia sagittatinea T.P.Yi: Yunnan.[1]
- Fargesia scabrida T.P.Yi: Sichuan und südliches Gansu.[1]
- Fargesia semicoriacea T.P.Yi: Yunnan.[1]
- Fargesia similaris Hsueh f. & T.P.Yi: Yunnan.[1]
- Fargesia solida T.P.Yi: Yunnan.[1]
- Fargesia spathacea Franch.: Östliches Sichuan bis westliches Hubei.[1]
- Fargesia stenoclada T.P.Yi: Sichuan.[1]
- Fargesia strigosa T.P.Yi: Yunnan.[1]
- Fargesia subflexuosa T.P.Yi: Yunnan.[1]
- Fargesia sylvestris T.P.Yi: Yunnan.[1]
- Fargesia tengchongensis (Hsueh & C.M.Hui) T.P.Yi: Yunnan.[1]
- Fargesia tenuilignea T.P.Yi: Yunnan.[1]
- Fargesia ungulata T.H.Wen: Hunan.[1]
- Fargesia utilis T.P.Yi: Yunnan.[1]
- Fargesia vicina (Keng) T.P.Yi: Yunnan bis Vietnam.[3]
- Fargesia weiningensis T.P.Yi & Lin Yang: Sie wurde 2013 aus Guizhou erstbeschrieben.[3]
- Fargesia wuliangshanensis T.P.Yi: Yunnan.[1]
- Fargesia yajiangensis T.P.Yi & J.Y.Shi: Sichuan.[1]
- Fargesia yuanjiangensis Hsueh f. & T.P.Yi: Yunnan.[1]
- Fargesia yulongshanensis T.P.Yi: Yunnan.[1]
- Fargesia yunnanensis Hsueh f. & T.P.Yi: Yunnan.[1]
- Fargesia zayuensis T.P.Yi: Tibet.[1]

Von einzelne Autoren nicht mehr zur Gattung Fargesia werden gerechnet:
- Fargesia crassinoda T.P.Yi → Thamnocalamus spathiflorus (Trin.) Munro[3]
- Fargesia fractiflexa T.P.Yi → Drepanostachyum fractiflexum (T.P.Yi) D.Z.Li[3]
- Fargesia incrassata T.P.Yi → Drepanostachyum fractiflexum (T.P.Yi) D.Z.Li[3]

## Verwendung
Die Fargesia-Arten sind sehr winterhart und werden daher auch in den gemäßigten Gebieten als Zierpflanzen verwendet. Da sie keine Ausläufer bilden, können sie neben anderen Pflanzenarten stehen, ohne sie zu überwuchern. Die Vermehrung erfolgt durch Teilung der Horste.